# Werner Huber (Fußballspieler, 1934)
Werner Huber (* 3. Juli 1934) ist ein ehemaliger deutscher Fußballspieler.

## Karriere

### Beginn
Huber begann mit 14 Jahren beim TSV Haar, einem Verein aus der gleichnamigen Gemeinde im oberbayerischen Landkreis München, mit dem Fußballspielen und wechselte 18-jährig zum FC Penzberg, für den er eine Spielzeit lang aktiv war.

### Fortsetzung
Von 1953 bis 1960 gehörte er dem FC Bayern München als Linksaußen an, für den er in seiner ersten Saison lediglich acht Freundschaftsspiele bestritt und ein Tor erzielte.
In der Saison 1954/55 debütierte er 20-jährig in der Oberliga Süd, der seinerzeit höchsten Spielklasse; das Punktspiel am 19. September 1954 (5. Spieltag) im Auswärtsspiel gegen die SpVgg Fürth wurde mit 3:4 verloren. Sein erstes Tor im Seniorenbereich erzielte er am 20. November 1954 (12. Spieltag) bei der 2:4-Niederlage im Auswärtsspiel gegen die Stuttgarter Kickers mit dem Treffer zum 1:1 in der 25. Minute. Am Ende der Saison, in der er 20 Punktspiele bestritten und zwei Tore erzielt hatte, belegte er mit seiner Mannschaft mit nur sechs gewonnenen von 30 Punktspielen den 16. und letzten Tabellenplatz in dieser Spielzeit und musste mit den Bayern – bis heute einmalig – in die 2. Oberliga Süd absteigen. Nach nur einer Spielzeit in dieser, trug er mit 13 Toren in 28 Punktspielen zum 2. Tabellenplatz hinter dem Freiburger FC und zum direkten Wiederaufstieg in die höchste deutsche Spielklasse bei.
Von 1956 bis 1960 absolvierte er weitere 90 Oberligaspiele, in denen er sich 20 Mal als Torschütze auszeichnen konnte. Des Weiteren kam er dreimal in Spielen um den DFB-Pokal zum Einsatz, darunter das mit 1:0 gegen Fortuna Düsseldorf gewonnene Finale am 29. Dezember 1957.

### Ende
Zur Saison 1960/61 wurde er von den Stuttgarter Kickers verpflichtet, kam in der Premierensaison für diese allerdings nicht zum Einsatz. In den beiden folgenden Spielzeiten, den letzten beiden in der Oberliga Süd, bestritt Huber 51 Punktspiele und erzielte elf Tore. Sein Debüt gab er am 22. Oktober 1961 bei der 2:3-Niederlage im Heimspiel gegen den 1. FC Pforzheim.
Mit Gründung der Bundesliga 1963 verblieb er mit seinem Verein in der nunmehr zweitklassigen Regionalliga Süd, in der er bis Saisonende 1966/67 noch 57 Mal zu Spieleinsätzen kam und dabei zehn Tore erzielte. Auch für die Stuttgarter Kickers absolvierte er ein Spiel um den DFB-Pokal, das er jedoch mit ihnen am 8. April 1964 im Heimspiel gegen den SV Phönix Ludwigshafen bereits in der 1. Runde mit 0:3 verlor. Sein letztes Pflichtspiel für die Stuttgarter Kickers bestritt er am 14. Mai 1967 bei der 1:4-Niederlage im Auswärtsspiel gegen den FC Bayern Hof.

## Erfolge
- DFB-Pokal-Sieger 1957